# 기무라 교코

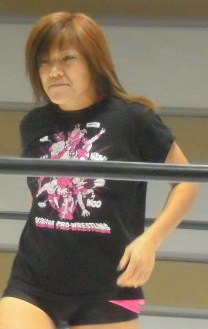
기무라 교코

기무라 교코(일본어: 木村響子, 1977년 3월 19일~)는 일본의 원 여성 프로레슬러 선수이자 종합격투가이다. 가나가와현 요코하마시 출신으로, 혈액형은 AB형이다. 프로레슬러로서는 프리랜서를 이미 선언시킨 상태이다. 스타덤, 프로레슬링 WAVE, 센다이 걸스 프로레슬링, JWP 여자 프로레스 등을 주전장으로 삼는다. 가족 관계로는 자신의 딸인 기무라 하나가 있고, 이전의 남편은 종합격투가인 ISAO이다.

## 소속
- JWP 여자 프로레스 (2003년 ~ 2005년)
- 프리랜서 (2005년 ~ 2017년)

## 주요 특기
- 더블 리스트 록
- 16문 킥

## 입장 테마곡
- <BAILA CASANOV> Paulina Rubio <BORDER GIRL>에 수록 (UICU 9002)